# Malcidae
Malcidae Stål, 1865, è una piccola famiglia  di insetti Pentatomomorfi dell'ordine Rhynchota Heteroptera, superfamiglia Lygaeoidea, comprendente poco più di 20 specie.

## Sistematica e diffusione
L'Index to Organism names cita l'esistenza di 22 specie di questa famiglia, ripartite fra due soli generi in due sottofamiglie :
- Chauliopinae
- Malcinae

Lo schema tassonomico tradizionale, ancora adottato da diverse fonti, include questo raggruppamento nella famiglia dei Lygaeidae, al rango di sottofamiglia.